# 앤서니 월로우

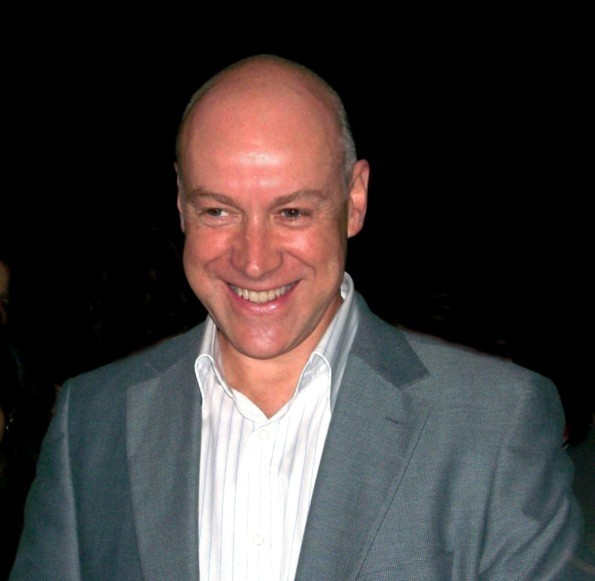
앤서니 월로우

앤서니 월로우(Anthony Warlow, AM)는 오스트레일리아의 가수, 배우이다.